# Bergsulza
Bergsulza is een  dorp in de Duitse gemeente Bad Sulza in het landkreis Weimarer Land in Thüringen. Het dorp wordt voor het eerst genoemd in een oorkonde uit 1063. In 1923 werd het dorp toegevoegd aan de gemeente Bad Sulza.
Auerstedt · Bergsulza · Dorfsulza · Flurstedt · Gebstedt · Ködderitzsch · Neustedt · Oberneusulza · Reisdorf · Schwabsdorf · Sonnendorf · Stadtsulza · Wickerstedt